# Beleg van Alesia

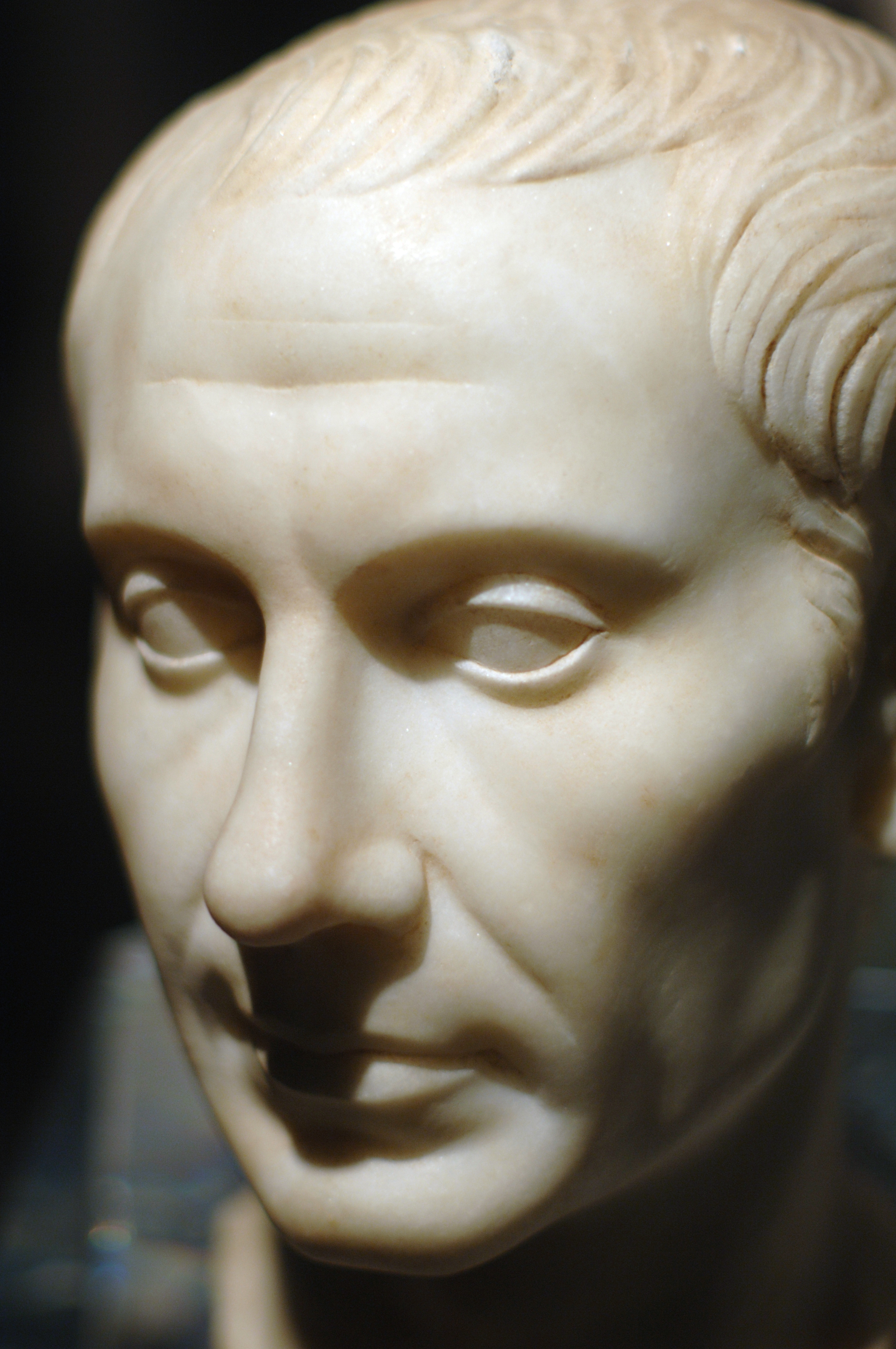
Gaius Julius Caesar

Het Beleg van Alesia vond plaats in 52 v.Chr. bij het Gallische Oppidum Alesia. Het was een versterkt fort van het volk Mandubii. Het Romeins leger, onder leiding van Julius Caesar, vocht tegen het Arvernische leger onder leiding van Vercingetorix. Caesar had onder meer Marcus Antonius, Titus Labienus en Gaius Trebonius bij zich als commandanten. Het beleg zou de beslissende slag zijn in de strijd tussen de Galliërs en de Romeinen. Achteraf zou het Beleg van Alesia een van de grootste overwinningen zijn van Caesar. Daarnaast was het de eerste maal dat er gebruikgemaakt werd van een circumvallatielinie om zo de stad uit te hongeren en tot overgave te dwingen.
Hoewel de Galliërs een groot overwicht hadden, op het begin zelfs vijf keer zoveel manschappen, konden zij het voordeel niet uitbuiten. Met de verovering van Alesia hadden de Romeinen haast geheel Gallië in hun bezit en werd het een Romeinse provincie. Caesar werd in Rome geen grootse inhaal gegund door de Senaat. Dit was een van de redenen waardoor Caesar er later een burgeroorlog begon. Het beleg is achteraf in diverse werken beschreven. Zo schreef Caesar zelf de Commentarii Rerum in Gallia Gestarum.

## Voorgeschiedenis
Julius Caesar was al sinds 58 v.Chr. in Gallië en had al diverse Gallische stammen verslagen. De Romeinse Republiek profiteerde flink van de overwinningen en Caesar zelf verdiende er ook veel aan. Hij kon namelijk gevangenen als slaaf verkopen. In de winter van 54 op 53 v.Chr. moesten de Romeinen een groot verlies ondergaan. De Gallische (Germaanse) stam Eburonen, onder leiding van Ambiorix, vernietigden het Romeinse veertiende legioen. Het kostte Caesar de nodige moeite om de Gallische volkeren weer onder zijn hoede te krijgen, maar dit lukte hem. Gallische volkeren beseften dat zij enkel onafhankelijk van Rome konden blijven als zij gezamenlijk streden tegen de Romeinse troepen. Zij wezen Vercingetorix aan als Gallisch militair leider.
Caesar had zijn winterkampen in Gallia Cisalpina opgezet, zonder dat hij van de ontwikkelingen in Gallië wist. De eerste tekenen van opstand kwamen toen Romeinse inwoners van Orléans vermoord werden door de Carnutes. Dit werd gevolgd door een reeks van slachtingen van Romeinen in Gallië. Als reactie hierop trok Caesar door de Alpen naar centraal Gallië, waarop de Galliërs niet gerekend hadden. Een deel van zijn leger zond hij naar het noorden, maar hij trok zelf achter Vercingetorix aan. Vercingetorix wilde niet direct een veldslag aangaan met het Romeinse leger en trok naar Alesia.

## Beleg
Alesia was een sterk fort gebouwd boven op een heuvel die grotendeels werd omringd door rivieren. Een frontale aanval werd te riskant bevonden, waarna Caesar besloot om de stad te belegeren. Door een circumvallatielinie aan te leggen sloot hij de troepen in Alesia in, waardoor hij de troepen, samen met de burgerbevolking, probeerde uit te hongeren. De linie bestond uit meerdere fortificaties en wallen van vier meter hoog. De ring was 18 kilometer lang. Om aanvallen van buitenaf te kunnen afweren, liet Caesar ook een contravallatielinie bouwen. Deze linie bestond eveneens uit een groot aantal fortificaties. Deze contravallatielinie liet Caesar bouwen toen een deel van de Gallische cavalerie dat ingesloten was in Alesia door een nog onvoltooid gedeelte kon ontsnappen. Zij slaagden erin versterkingen op te roepen en een ontzettingsleger op de been te brengen. Om een eventuele aanval van buitenaf op te vangen, liet Caesar de contravallatielinie van 21 kilometer oprichten, waardoor de Romeinen langs twee zijden tegen de Gallische aanvallen beschermd waren.
Vercingetorix stuurde vrouwen en kinderen de stad uit om voedsel te sparen voor de troepen. Hij hoopte dat Caesar hen door de linies zou laten. Wanneer zij door de linies zouden trekken, wilde Vercingetorix een aanval plegen op de Romeinse stellingen. Caesar verbood de vrouwen en kinderen echter doorgang, waardoor zij tussen de stad en de circumvallatielinie achter moesten blijven. Het lijden van de vrouwen en kinderen verlaagde het moreel van de troepen in de stad.
In september vielen Gallische troepen, onder leiding van Commius, de contravallatielinie aan. Tegelijkertijd liet Vercingetorix zijn troepen de circumvallatielinie aanvallen. De eerste dag van aanvallen bracht de Galliërs weinig succes, maar de volgende dag dwongen ze de Romeinen ertoe om delen van de fortificaties te ontruimen. Gaius Trebonius kon met de cavalerie voorkomen dat de Galliërs hier gebruik van konden maken.
Op 2 oktober viel de neef van Vercingetorix, Vercassivellaunos, met 60.000 manschappen de Romeinse stellingen aan. De plaats voor de aanval was een plek waar de Romeinse stellingen het zwakst waren. Het was een punt waar de Romeinse linies ongeveer op dezelfde plek een rivier kruisten. Vercingetorix liet van binnenuit wederom op dezelfde plaats een aanval uitvoeren. Caesar had vertrouwen in zijn manschappen, welke hij de opdracht gaf om de stellingen te behouden. Met een gedurfde actie, waarbij Caesar 6.000 manschappen een leger van 60.000 manschappen aan liet vallen, verraste hij de Galliërs die zich terugtrokken. Dit gaf extra moreel aan zijn troepen, die de beslissende slag hiermee hadden gemaakt. De troepen in Alesia gaven zich hierna over, omdat zij geen ontzet meer verwachtten op korte termijn en leden aan grote honger.

## Nasleep
Gallië werd na de nederlaag bij Alesia een Romeinse provincie. De Gallische soldaten werden als slaven meegenomen en verkocht door het Romeinse leger. Een paar stammen kregen echter een pardon, waardoor zij een slavenbestaan ontkwamen.
Voor Caesar was de overwinning vooral een grote persoonlijke triomf. De Romeinse senaat riep 20 dagen feest uit, maar gunde Caesar geen eervolle intocht, een triomftocht, in Rome. Dit stootte Caesar tegen de borst en het was een van de redenen waarom later de burgeroorlog zou uitbreken tegen Pompeius Magnus.
Oorlogen van de Romeinse Republiek
· Romeins-Etruskische Oorlogen
· Romeins-Aequische Oorlogen
· Latijnse Oorlog
· Romeins-Hernicische Oorlogen
· Romeins-Volscische Oorlogen
· Samnitische oorlogen (Eerste, Tweede, Derde)
· Pyrrhische Oorlog
· Punische oorlogen (Eerste, Tweede, Derde)
· Illyrische Oorlogen (Eerste, Tweede, Derde)
· Macedonische Oorlogen (Eerste, Tweede, Derde, Vierde)
· Romeins-Seleucidische Oorlog
· Aetolische Oorlog
· Galatische Oorlog
· Romeinse Verovering van Hispania (Eerste Celtiberische Oorlog, Lusitanische Oorlog, Numantische Oorlog, Sertorische Oorlog, Cantabrische Oorlogen)
· Achaeïsche Oorlog
· Oorlog tegen Jugurtha
· Cimbrische Oorlog
· Servilische Oorlogen (Eerste, Tweede, Derde)
· Bondgenotenoorlog
· Sulla's Burgeroorlogen (Eerste, Tweede)
· Mithridatische oorlogen (Eerste, Tweede, Derde)
· Gallische Oorlog
· Romeinse expedities naar Britannia
· Burgeroorlog tussen Pompeius en Caesar
· Einde van de Republiek (Slag bij Mutina, Burgeroorlog tegen Brutus en Cassius, Siciliaanse Opstand, Perusiaanse Oorlog, Burgeroorlog tussen Antonius en Octavianus)
Oorlogen van het Romeinse Keizerrijk
· Germaanse Oorlogen (Teutoburgerwoud, Marcomannenoorlog, Alemannische Oorlogen, Gotische Oorlog, Visigotische Oorlogen)
· Romeinse verovering van Britannia
· Boudicca
· Armenische Oorlog
· Vierkeizerjaar
· Joodse Oorlog
· Romeins-Parthische Oorlog
· Romeins-Perzische oorlogen
· Burgeroorlogen van de derde eeuw
. Gotische oorlog (376-382)
. Gotische opstand van Alarik I
. Gildonische opstand
. Gotische oorlog (402-403)
. Pictische oorlog van Stilicho
. Oorlog van Heraclianus
. Oorlog van Radegaisus
. Rijnoversteek
. Romeinse Burgeroorlog 427-429
· Val van het West-Romeinse Rijk